# スウェーデン・オープン
スウェーデン・オープン（Swedish Open）は、毎年7月にスウェーデンのボースタードで開催されるATPツアー250の大会。女子は2009年から2017年までWTAインターナショナルトーナメント、2019年はWTA 125Kシリーズとして開催された。男女同時開催ではなく2009年から2017年までは男子の大会の翌週、2019年は前週に女子の大会が行われている。
2017年大会での冠スポンサーは男子がスキースター、女子がエリクソン（Ericsson）である。

## 歴代優勝者

### 男子シングルス
1973年以後
| 年   | 優勝者                         | 準優勝者                     | スコア             |
| ---- | ------------------------------ | ---------------------------- | ------------------ |
| 1973 | スタン・スミス                 | マニュエル・オランテス       | 6-4, 6-2, 7-6      |
| 1974 | ビョルン・ボルグ               | アドリアーノ・パナッタ       | 6-3, 6-0, 6-7, 6-3 |
| 1975 | マニュエル・オランテス         | ホセ・ヒゲラス               | 6-0, 6-3           |
| 1976 | アントニオ・ズガレッリ         | コラド・バラズッティ         | 4-6, 7-5, 6-2      |
| 1977 | コラド・バラズッティ           | バラージュ・タロツィ         | 7-6, 6-7, 6-2      |
| 1978 | ビョルン・ボルグ               | コラド・バラズッティ         | 6-1, 6-2           |
| 1979 | ビョルン・ボルグ               | バラージュ・タロツィ         | 6-1, 7-5           |
| 1980 | バラージュ・タロツィ           | トニー・ジアマルバ           | 6-3, 3-6, 7-6      |
| 1981 | ティエリ・テューレーン         | アンダース・ヤリード         | 6-2, 6-3           |
| 1982 | マッツ・ビランデル             | ヘンリク・スンドストローム   | 6-4, 6-4           |
| 1983 | マッツ・ビランデル             | アンダース・ヤリード         | 6-1, 6-2           |
| 1984 | ヘンリク・スンドストローム     | アンダース・ヤリード         | 3-6, 7-5, 6-3      |
| 1985 | マッツ・ビランデル             | ステファン・エドベリ         | 6-1, 6-0           |
| 1986 | エミリオ・サンチェス           | マッツ・ビランデル           | 7-6, 4-6, 6-4      |
| 1987 | ヨアキム・ニーストロム         | ステファン・エドベリ         | 4-6, 6-0, 6-3      |
| 1988 | マルセロ・フィリピーニ         | Francesco Cancellotti        | 2-6, 6-4, 6-4      |
| 1989 | パオロ・カネ                   | Bruno Orešar                 | 7-6, 7-6           |
| 1990 | リチャード・フロムバーグ       | マグナス・ラーション         | 6-2, 7-6           |
| 1991 | マグヌス・グスタフソン         | アルベルト・マンシーニ       | 6-1, 6-2           |
| 1992 | マグヌス・グスタフソン         | トマス・カーボネル           | 5-7, 7-5, 6-4      |
| 1993 | ホルスト・スコッフ             | ロナルド・アジェノール       | 7-5, 1-6, 6-0      |
| 1994 | ベルント・カールバッハ         | ホルスト・スコッフ           | 6-4, 6-3           |
| 1995 | フェルナンド・メリジェニ       | クリスチャン・ルート         | 6-4, 6-4           |
| 1996 | マグヌス・グスタフソン         | アンドレイ・メドベデフ       | 6-1, 6-3           |
| 1997 | マグヌス・ノーマン             | フアン・アントニオ・マリン   | 7-5, 6-2           |
| 1998 | マグヌス・グスタフソン         | アンドレイ・メドベデフ       | 6-2, 6-3           |
| 1999 | フアン・アントニオ・マリン     | アンドレアス・ビンシゲラ     | 6-4, 7-6(7-4)      |
| 2000 | マグヌス・ノーマン             | アンドレアス・ビンシゲラ     | 6-1, 7-6(8-6)      |
| 2001 | アンドレア・ガウデンツィ       | ボーダン・ウリラッハ         | 7-5, 6-3           |
| 2002 | カルロス・モヤ                 | ユーネス・エル・アイナウイ   | 6-3, 2-6, 7-5      |
| 2003 | マリアノ・サバレタ             | ニコラス・ラペンティ         | 6-3, 6-4           |
| 2004 | マリアノ・サバレタ             | ガストン・ガウディオ         | 6-1, 4-6, 7-6(7-4) |
| 2005 | ラファエル・ナダル             | トマーシュ・ベルディハ       | 2-6, 6-2, 6-4      |
| 2006 | トミー・ロブレド               | ニコライ・ダビデンコ         | 6-2, 6-1           |
| 2007 | ダビド・フェレール             | ニコラス・アルマグロ         | 6-1, 6-2           |
| 2008 | トミー・ロブレド               | トマーシュ・ベルディハ       | 6-4, 6-1           |
| 2009 | ロビン・セーデリング           | フアン・モナコ               | 6-3, 7-6(7-4)      |
| 2010 | ニコラス・アルマグロ           | ロビン・セーデリング         | 7-5, 3-6, 6-2      |
| 2011 | ロビン・セーデリング           | ダビド・フェレール           | 6-2, 6-2           |
| 2012 | ダビド・フェレール             | ニコラス・アルマグロ         | 6-2, 6-2           |
| 2013 | カルロス・ベルロク             | フェルナンド・ベルダスコ     | 7-5, 6-1           |
| 2014 | パブロ・クエバス               | ジョアン・ソウザ             | 6-2, 6-1           |
| 2015 | ブノワ・ペール                 | トミー・ロブレド             | 7-6(9-7), 6-3      |
| 2016 | アルベルト・ラモス＝ビニョラス | フェルナンド・ベルダスコ     | 6-3, 6-4           |
| 2017 | ダビド・フェレール             | アレクサンドル・ドルゴポロフ | 6-4, 6-4           |
| 2018 | ファビオ・フォニーニ           | リシャール・ガスケ           | 6-3, 3-6, 6-1      |
| 2019 | ニコラス・ジャリー             | フアン・イグナシオ・ロンデロ | 7-6(9-7), 6-4      |
| 2020 | 開催無し                       | 開催無し                     | 開催無し           |
| 2021 | キャスパー・ルード             | フェデリコ・コリア           | 6-3, 6-3           |
| 2022 | フランシスコ・セルンドロ       | セバスティアン・バエス       | 7-6(7-2), 6-2      |
| 2023 | アンドレイ・ルブレフ           | キャスパー・ルード           | 7-6(7-3), 6-0      |
| 2024 | ヌーノ・ボルヘス               | ラファエル・ナダル           | 6-3, 6-2           |
| 2025 | ルチアーノ・ダルデリ           | ジェスパー・デ・ヨング       | 6-4, 3-6, 6-3      |

### 男子ダブルス
1973年以後
| 年   | 優勝者                                            | 準優勝者                                            | スコア                  |
| ---- | ------------------------------------------------- | --------------------------------------------------- | ----------------------- |
| 1973 | ニコラ・ピリッチ スタン・スミス                   | ボブ・カーマイケル フルー・マクミラン               | 2-6, 6-4, 6-4           |
| 1974 | パオロ・ベルトルッチ アドリアーノ・パナッタ       | Ove Nils Bengtson ビョルン・ボルグ                  | 3-6, 6-2, 6-4           |
| 1975 | Ove Nils Bengtson ビョルン・ボルグ                | フアン・ヒスベルト マニュエル・オランテス           | 7-6, 7-5                |
| 1976 | フレッド・マクネアー シャーウッド・スチュワート   | ヴォイチェフ・フィバク フアン・ヒスベルト           | 6-3, 6-4                |
| 1977 | マーク・エドモンドソン ジョン・マークス           | Jean-Louis Haillet フランソワ・ジョフレー           | 6-4, 6-0                |
| 1978 | ボブ・カーマイケル マーク・エドモンドソン         | ペーター・シェーケ バラージュ・タロツィ             | 7-5, 6-4                |
| 1979 | ハインツ・ギュンタード ボブ・ヒューイット         | マーク・エドモンドソン ジョン・マークス             | 6-2, 6-2                |
| 1980 | ハインツ・ギュンタード マルクス・ギュンタード     | ジョン・フィーバー ピーター・マクナマラ             | 6-4, 6-4                |
| 1981 | マーク・エドモンドソン ジョン・フィッツジェラルド | アンダース・ヤリード ハンス・シモンソン             | 2-6, 7-5, 6-0           |
| 1982 | アンダース・ヤリード ハンス・シモンソン           | ヨアキム・ニーストロム マッツ・ビランデル           | 0-6, 6-3, 7-6           |
| 1983 | ヨアキム・ニーストロム マッツ・ビランデル         | アンダース・ヤリード ハンス・シモンソン             | 1-6, 7-6, 7-6           |
| 1984 | ヤン・グンナーソン ミカエル・モーテンセン         | フアン・アベンダーニョ Fernando Roese               | 6-0, 6-0                |
| 1985 | ステファン・エドベリ アンダース・ヤリード         | セルヒオ・カサル エミリオ・サンチェス               | 6-0, 7-6                |
| 1986 | セルヒオ・カサル エミリオ・サンチェス             | クレイグ・キャンベル ジョーイ・リブ                 | 6-4, 6-2                |
| 1987 | ステファン・エドベリ アンダース・ヤリード         | エミリオ・サンチェス ハビエル・サンチェス           | 7-6, 6-3                |
| 1988 | パトリック・バウアー ウド・リジェフスキ           | ステファン・エドベリ ニクラス・クルーン             | 6-7, 6-3, 7-6           |
| 1989 | パー・ヘンリクソン Nicklas Utgren                 | Josef Čihák カレル・ノバチェク                      | 7-5, 6-2                |
| 1990 | Ronnie Båthman リカルド・バーグ                   | ヤン・グンナーソン ウド・リジェフスキ               | 6-1, 6-4                |
| 1991 | Ronnie Båthman リカルド・バーグ                   | マグヌス・グスタフソン アンダース・ヤリード         | 6-4, 6-4                |
| 1992 | トマス・カーボネル クリスティアン・ミヌッシ       | クリスチャン・ベルグストロム マグヌス・グスタフソン | 6-4, 7-5                |
| 1993 | ヘンリク・ホルム アンダース・ヤリード             | ブライアン・デベニング トマス・ナイダール           | 6-1, 3-6, 6-3           |
| 1994 | ヤン・アペル ヨナス・ビョルクマン                 | ニクラス・クルティ ミカエル・ティルストロム         | 6-2, 6-3                |
| 1995 | ヤン・アペル ヨナス・ビョルクマン                 | ジョン・アイアランド アンドリュー・クラッツマン     | 6-3, 6-0                |
| 1996 | David Ekerot ジェフ・タランゴ                     | ジョシュア・イーグル ピーター・ナイボルグ           | 6-4, 3-6, 6-4           |
| 1997 | ニクラス・クルティ ミカエル・ティルストロム       | マグヌス・グスタフソン マグナス・ラーション         | 6-0, 6-3                |
| 1998 | マグヌス・グスタフソン マグナス・ラーション       | ラン・ベイル ピート・ノーバル                       | 6-4, 6-2                |
| 1999 | デイヴィッド・アダムズ ジェフ・タランゴ           | ニクラス・クルティ ミカエル・ティルストロム         | 7-6(8-6), 6-4           |
| 2000 | ニクラス・クルティ ミカエル・ティルストロム       | アンドレア・ガウデンツィ ディエゴ・ナルギソ         | 4-6, 6-2, 6-3           |
| 2001 | カーステン・ブラーシュ イェンス・クニプシルト     | シーモン・アスペリン アンドリュー・クラッツマン     | 7-6(7-3), 4-6, 7-6(7-5) |
| 2002 | ヨナス・ビョルクマン トッド・ウッドブリッジ       | ポール・ハンリー マイケル・ヒル                     | 7-6(8-6), 6-4           |
| 2003 | シーモン・アスペリン マッシモ・ベルトリーニ       | ルーカス・アーノルド・カー マリアノ・オード         | 6-7(3-7), 6-0, 6-4      |
| 2004 | マヘシュ・ブパシ ヨナス・ビョルクマン             | シーモン・アスペリン トッド・ペリー                 | 4-6, 7-6(7-2), 7-6(8-6) |
| 2005 | ヨナス・ビョルクマン ヨアキム・ヨハンソン         | ホセ・アカスソ セバスティアン・プリエト             | 6-2, 6-3                |
| 2006 | ヨナス・ビョルクマン トーマス・ヨハンソン         | クリストファー・カス オリバー・マラチ               | 6-3, 4-6, [10-4]        |
| 2007 | シーモン・アスペリン ユリアン・ノール             | マルティン・ガルシア セバスティアン・プリエト       | 6-2, 6-4                |
| 2008 | ヨナス・ビョルクマン ロビン・セーデリング         | ヨハン・ブルンストロム ジャン＝ジュリアン・ロイヤー | 6-2, 6-2                |
| 2009 | ヤロスラフ・レビンスキー フリップ・ポラセク       | ロベルト・リンドステット ロビン・セーデリング       | 1-6, 6-3, [10-7]        |
| 2010 | ロベルト・リンドステット ホリア・テカウ           | アンドレアス・セッピ シモーネ・バニョッツィ         | 6-4, 7-5                |
| 2011 | ロベルト・リンドステット ホリア・テカウ           | シーモン・アスペリン アンドレアス・シーエストロム   | 6-3, 6-3                |
| 2012 | ロベルト・リンドステット ホリア・テカウ           | アレクサンダー・ペヤ ブルーノ・ソアレス             | 6-3, 7-6(7-5)           |
| 2013 | ニコラス・モンロー シモン・シュタドラー           | カルロス・ベルロク アルベルト・ラモス               | 6-2, 3-6, [10-3]        |
| 2014 | ヨハン・ブルンストロム ニコラス・モンロー         | ジェレミー・シャルディー オリバー・マラチ           | 4-6, 7-6(7-5), [10-7]   |
| 2015 | ジェレミー・シャルディー ルカシュ・クボット       | フアン・セバスチャン・カバル ロベルト・ファラ       | 6-7(6-8), 6-3, [10-8]   |
| 2016 | マルセル・グラノリェルス ダビド・マレーロ         | マーカス・ダニエル マルセル・デモリネル             | 6-2, 6-3                |
| 2017 | ユリアン・ノール フィリップ・ペッシュナー         | サンダー・アールンツ マトウィ・ミドルクープ         | 6-2, 3-6, [10-7]        |
| 2018 | フリオ・ペラルタ オラシオ・セバジョス             | シモーネ・ボレリ ファビオ・フォニーニ               | 6-3, 6-4                |
| 2019 | サンダー・ジレ ヨラン・フリーゲン                 | フェデリコ・デルボニス オラシオ・セバジョス         | 6-7(5-7), 7-5, [10-5]   |

### 女子シングルス
| 年     | 優勝者                                 | 準優勝者                     | スコア        |
| ------ | -------------------------------------- | ---------------------------- | ------------- |
| 2009   | マリア・ホセ・マルティネス・サンチェス | キャロライン・ウォズニアッキ | 7-5, 6-4      |
| 2010   | アラバン・レザイ                       | ヒセラ・ドゥルコ             | 6-3, 4-6, 6-4 |
| 2011   | ポロナ・ヘルツォグ                     | ヨハンナ・ラーション         | 6-4, 7-5      |
| 2012   | ポロナ・ヘルツォグ                     | マティルド・ヨハンソン       | 0-6, 6-4, 7-5 |
| 2013   | セリーナ・ウィリアムズ                 | ヨハンナ・ラーション         | 6-4, 6-1      |
| 2014   | モナ・バルテル                         | シャネル・シェパーズ         | 6-3, 7-6(7-3) |
| 2015   | ヨハンナ・ラーション                   | モナ・バルテル               | 6-3, 7-6(7-2) |
| 2016   | ラウラ・シグムント                     | カテリナ・シニャコバ         | 7-5, 6-1      |
| 2017   | カテリナ・シニャコバ                   | キャロライン・ウォズニアッキ | 6-3, 6-4      |
| 2018年 | 開催なし                               | 開催なし                     | 開催なし      |
| 2019   | 土居美咲                               | ダンカ・コビニッチ           | 6-4, 6-4      |

### 女子ダブルス
| 年     | 優勝者                                                          | 準優勝者                                                            | スコア                |
| ------ | --------------------------------------------------------------- | ------------------------------------------------------------------- | --------------------- |
| 2009   | ヒセラ・ドゥルコ フラビア・ペンネッタ                           | ヌリア・リャゴステラ・ビベス マリア・ホセ・マルティネス・サンチェス | 6-2, 0-6, [10-5]      |
| 2010   | ヒセラ・ドゥルコ フラビア・ペンネッタ                           | レナタ・ボラコバ バルボラ・ザフラボバ・ストリコバ                   | 7-6(7-0), 6-0         |
| 2011   | ルルド・ドミンゲス・リノ マリア・ホセ・マルティネス・サンチェス | ヌリア・リャゴステラ・ビベス アランチャ・パラ・サントンハ           | 6-3, 6-3              |
| 2012   | カタリナ・カスタノ マリアナ・ドゥケ・マリノ                     | エバ・ハルディノバ メルバナ・ユギッチ＝サルキッチ                   | 4-6, 7-5, [10-5]      |
| 2013   | アナベル・メディナ・ガリゲス クララ・ザコパロバ                 | アレクサンドラ・ドゥルゲル フラビア・ペンネッタ                     | 6-1, 6-4              |
| 2014   | アンドレア・クレパッチ マリア・テレサ・トロ・フロル             | ジョスリン・レイ アンナ・スミス                                     | 6-1, 6-1              |
| 2015   | キキ・ベルテンス ヨハンナ・ラーション                           | タチアナ・マリア オリガ・サブチュク                                 | 7-5, 6-4              |
| 2016   | アンドレア・ミトゥ アリシア・ロソルスカ                         | レスレイ・カークホーブ リジア・マロザワ                             | 6-3, 7-5              |
| 2017   | クイリナ・ルモワーヌ アランツァ・ルス                           | マリア・イリゴエン バルボラ・クレチコバ                             | 3-6, 6-3, [10-8]      |
| 2018年 | 開催なし                                                        | 開催なし                                                            | 開催なし              |
| 2019   | 土居美咲 ナタリア・ビクトリアンセア                             | アレクサ・グラーチ ダンカ・コビニッチ                               | 7-5, 6-7(4-7), [10-7] |